# Filmtourismus
Filmtourismus ist eine Art des Tourismus, bei der Touristen bestimmte Gebäude, Dörfer, Städte oder Regionen vor allem deshalb besuchen, weil es sich bei ihnen um Drehorte oder Schauplätze von Filmen oder Fernsehserien handelt.

## Beschreibung
Manche Wissenschaftler teilen filmtouristisch dienende Orte ein in On Locations und Off Locations. Bei On Locations handelt es sich demnach um Orte, die als Realkulisse für Dreharbeiten genutzt worden sind. Off Locations haben keinen räumlichen Bezug zu den Drehorten und Schauplätzen und sind Erinnerungsorte wie Wohnhäuser, Geburtshäuser und Gräber von Filmstars sowie Attraktionen, Filmparks (z. B. Filmpark Babelsberg) und Veranstaltungen.
Bei den Motiven von Filmtouristen, bestimmte Drehorte und Schauplätze zu besuchen, kann es sich auch um den Wunsch nach Selbstverwirklichung handeln, die temporäre Flucht in Phantasiewelten, das Nachempfinden dramatischer Ereignisse und Situationen, das Eintauchen in die Vergangenheit oder die Erprobung anderer gesellschaftlicher Rollen. Aus diesen Gründen stellen manche Filmtouristen an den Drehorten auch Szenen aus dem jeweiligen Film nach, teils auch in selbst geschneiderter Kleidung (→ Reenactment).

## Aspekte filmtouristischer Vermarktung

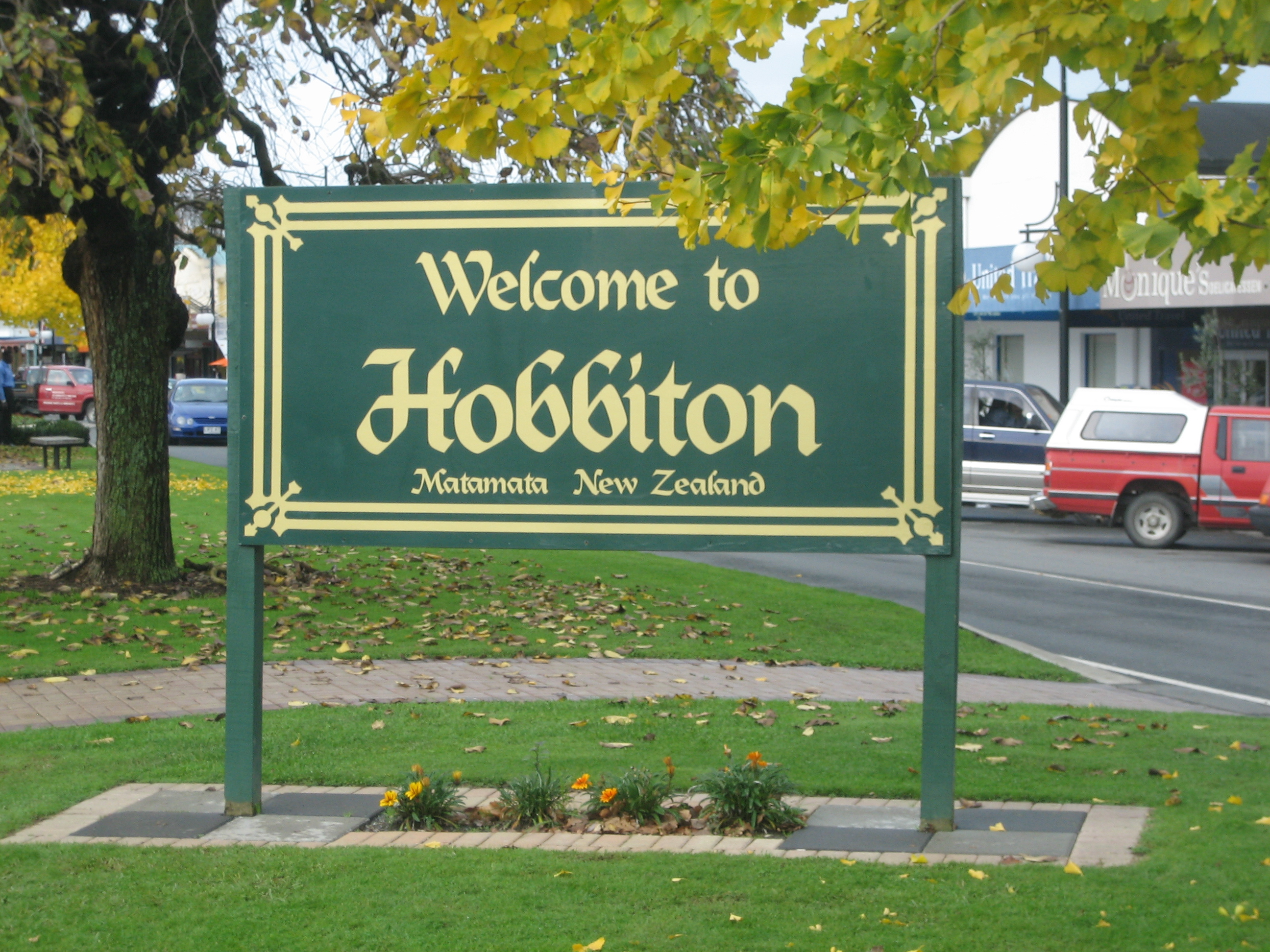
Die neuseeländische Stadt Matamata, Drehort der Filmtrilogien Herr der Ringe und Der Hobbit, begrüßt Besucher als „Willkommen in Hobbingen“, einer fiktiven Siedlung in den Filmen.

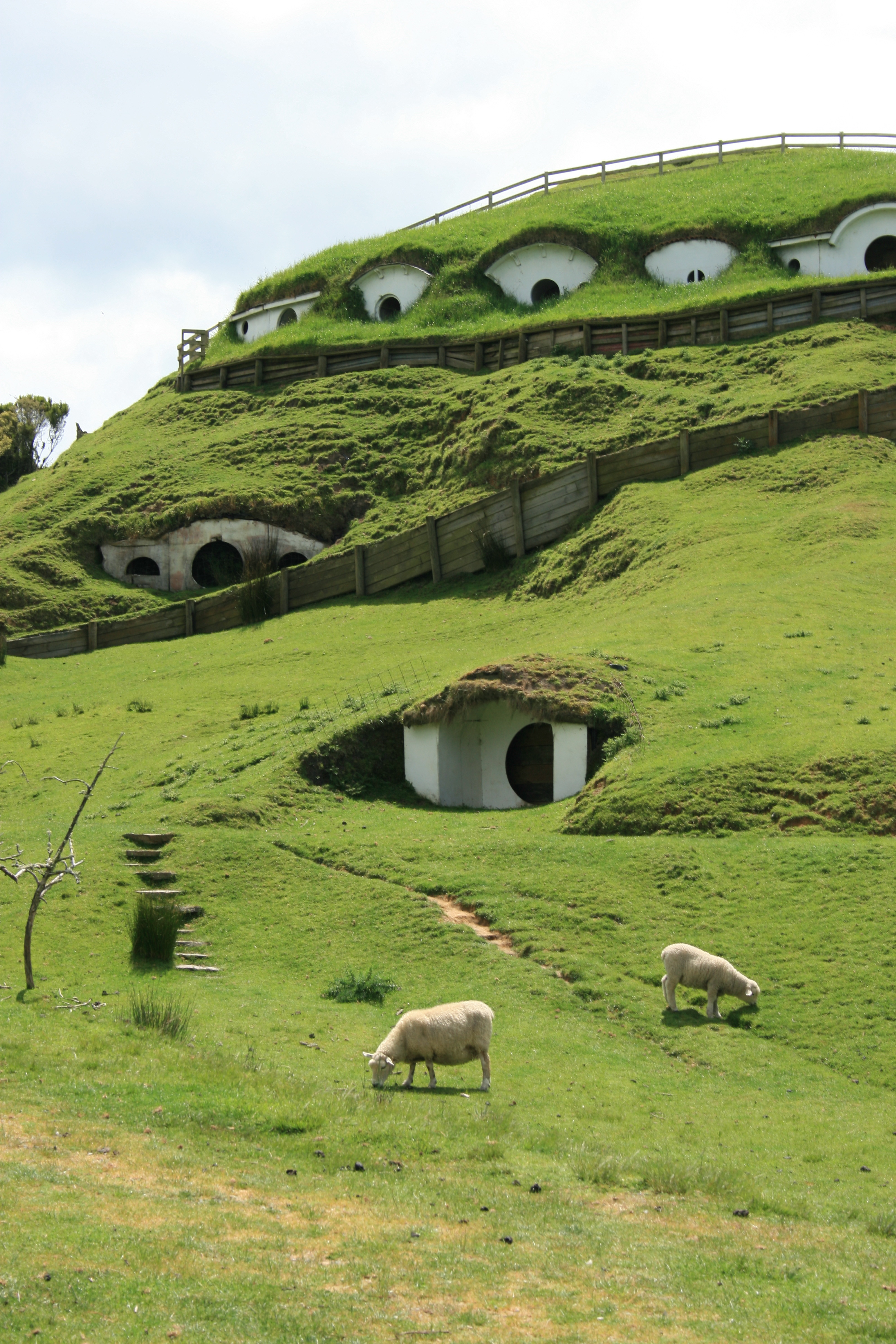
Die Sets für Hobbingen ließ Regisseur Peter Jackson so anfertigen, dass sie nach den Dreharbeiten für die Hobbit-Trilogie als Touristenattraktion dienen können.

Um das Interesse von Filmzuschauern für einen Ort zu steigern, werden im Rahmen von Location Placement (auch: Country Placement) bestimmte Orte, Städte und Regionen im Film so dargestellt, dass deren Attraktivität, Vorzüge und Reize hervorgehoben werden. In Großbritannien gibt es zum Beispiel die Abteilung National Trust Film Office, die zu der gemeinnützigen Organisation National Trust gehört und zum Ziel hat, historische Bauten und Ländereien professionell als Drehorte für Filme und Fernsehserien zu nutzen. Nachdem die Abteilung gegründet worden ist, haben sich die Besucherzahlen für die betreffenden Locations deutlich erhöht. Location Placement betreiben auch die sog. Film Commissions, die es weltweit gibt, so auch in allen deutschen Bundesländern. Zu ihnen gehört etwa die Mitteldeutsche Medienförderung.
Neuseeland ist ein wichtiges Beispiel für filmtouristische Markenbildung. Im Zuge des Erfolgs insbesondere der dort gedrehten Tolkien-Filmtrilogien Der Herr der Ringe (2001 bis 2003) und Der Hobbit (2012 bis 2014) hat das Land eine professionelle Kommunikationskampagne angewendet, um es weltweit als Reiseziel zu bewerben. Zu den Maßnahmen der Kampagne gehörte unter anderem die Vermarktung des Landes als „Heimat von Mittelerde“ durch die nationale Tourismusorganisation, die vorübergehende offizielle Umbenennung der Hauptstadt Wellington in „Middle of Middle-Earth“, die Firmierung der Fluglinie Air New Zealand als „Official Airline of Middle-Earth“ und die Ernennung eines neuseeländischen Regierungsmitglieds zum „Minister for Lord of the Rings“. An dem erfolgreichen filmtouristischen Modell Neuseelands haben sich auch andere Länder orientiert, darunter Indien 2013 mit einer Kampagne zur Nutzung des Erfolgs des Films Life of Pi: Schiffbruch mit Tiger. Die sächsische Stadt Görlitz, die häufig als Kulisse für Dreharbeiten dient, vermarktet sich offiziell unter dem Begriff „Görliwood“, einer Wortkreuzung mit Hollywood.
Wichtige Bestandteile filmtouristischer Produktpolitik sind auch Wegweiser und andere Hinweisschilder sowie Landkarten und Mobile Apps, auf denen Drehorte und Schauplätze verzeichnet sind. Zum Beispiel sorgte die nordirische Tourismusbehörde zusammen mit HBO dafür, dass Touristen mit Wegweisern und einer Handy-App die Locations der Fernsehserie Game of Thrones erkunden können. Zur filmtouristischen Produktpolitik gehören überdies Pauschalreisen zu Drehorten sowie Erhalt und Nachbau von Filmsets.